# Juan Ibargoitia
Juan Antonio de Ibargoitia y de Samacona (* 18. Juli 1765 in Yurre, Spanien; † 25. August 1801 in Tepic, Mexiko) war ein spanischer Seeoffizier, der durch seine Entdeckungen im Pazifik Bekanntheit erlangte.

## Biographie
Juan de Ibargoitia kam am 18. Juli 1765 in der Stadt Yurre in der baskischen Provinz Vizcaya zur Welt. Seine Eltern waren Manuel de Ibargoitia y Orue und María de Samacona y de Eyzaga.
Am 19. Mai 1781 trat er als Seekadett in Cartagena in die spanische Marine ein. Nach der Grundausbildung erhielt er seine erste Kommandierung auf die Schebecke Valenciano. Auf diesem Schiff nahm er an Einsätzen gegen Barbaresken-Korsaren teil, so etwa an den Beschießungen von Algier 1783 und 1784 unter Antoni Barceló. 1784 wurde er zum Fähnrich zur See (spanisch: alférez de fragata) befördert.
Die Einsätze gegen die Piraten zogen sich für Ibargoitia bis 1790 hin. Später in diesem Jahr war er beteiligt, als die spanische Flotte wegen des Nootka-Konflikts mit Großbritannien alarmiert wurde, allerdings nicht zum Einsatz kam. 1791 wurde er zum Schiffsfähnrich (spanisch: alférez de navío) befördert.
Im März 1793 nahm Ibargoitia an der erneuten Aktivierung von Teilen der spanischen Flotte teil, um das Königreich Sardinien gegen einen Angriff der französischen Revolutionsarmee zu verteidigen. Dabei hatte eine französische Einheit die Inseln San Pietro und Sant’Antioco im Westen Sardiniens besetzt. Im Mai erreichten die Spanier unter Admiral Juan de Lángara die Inseln, die die Franzosen nach kurzem spanischen Beschuss angesichts der Übermacht aufgeben mussten. In der Folge griff das Geschwader auch in weitere Kämpfe auf Sardinien und an der französischen Mittelmeerküste ein, musste aber schließlich wegen Versorgungsengpässen im August nach Spanien zurückkehren. Im selben Jahr erfolgte für Ibargiotia die Beförderung zum Leutnant zur See (spanisch: teniente de fragata).
Am 11. November 1795 gehörte Ibargoitia zu der Besatzung eines Geschwaders aus fünf Schiffen, dass, von Ignacio María de Álava geführt, den Auftrag hatte, die Welt zu umrunden und verschiedene Missionen in den spanischen Kolonien durchzuführen. Das Geschwader segelte von Cádiz aus ab und fuhr bis zum März 1796 über Montevideo, Puerto Soledad und Kap Hoorn bis nach Callao in Peru, wo die Schiffe bis zum 6. Oktober blieben. Die Reise wurde dann über den Pazifik bis nach Guam und weiter nach Manila auf den Philippinen, zu dieser Zeit in spanischem Kolonialbesitz, fortgesetzt. Das Geschwader kam dort am 25. Dezember an.
Am 26. Juli 1799 verließ Ibargoitia das Geschwader in Manila und übernahm das Kommando über die Fregatte San Francisco Javier der Königlich-Philippinischen Handelskompanie. Er wurde beauftragt, von Manila nach Concepción in Chile zu segeln und für dafür eine neue, südlich verlaufende Route zu nehmen, die von der nördlichen Route, die bereits im 16. Jahrhundert von Andrés de Urdaneta erkundet worden war, abwich. Die Reise über den Pazifik in östlicher Richtung galt zu dieser Zeit noch als echtes Wagnis, da es nur wenige bekannte Routen und Versorgungspunkte gab und die Wetterverhältnisse nicht erforscht waren.
Das Schiff erreichte Chile am 19. Dezember. Zuvor hatte Ibargoitia als erster Europäer die Insel Houk gesichtet, weiterhin sichtete er auf dieser Reise das Chuuk-Atoll und erreichte das Puluwat-Atoll als zweiter Europäer nach James Mortlock. Anschließend kehrte Ibargoitia mit seinem Schiff nach Manila zurück.
Ab dem 15. Juli 1800 machte Ibargoitia den Versuch, die West-Ost-Querung des Pazifiks wiederum mit der Fregatte San Francisco Javier zu wiederholen. Das Unternehmen scheiterte im Bismarck-Archipel und das Schiff kehrte nach 150 Tagen auf See wieder nach Manila zurück.
Am 1. März 1801 stach er zu einem weiteren Versuch erneut in See. Diesmal lief er zunächst die Palauinseln an und setzte die Reise anschließend zu den Karolinen fort, die er bis April 1801 zu einem Teil kartographierte.
Durch ungünstige Winde verzögerte sich die Weiterfahrt nach Osten, sodass das Schiff den Hafen San Blas an der Westküste Mexikos erst im August erreichte. Bei der langen Überfahrt wurde das Schiff schwer beschädigt und das Schiff und die Mannschaft erreichten den Hafen in sehr schlechtem Zustand. Auch Ibargoitia war erkrankt und musste nach Tepic verlegt werden, Er starb dort am 25. August 1801 im Alter von nur 36 Jahren.
Ibargoitias Karte der Karolinen wurde im Bericht Derrota y Observaciones im zweiten Band der Memorias del Departamento Hidrográfico veröffentlicht, in dem die Expedition von Alessandro Malaspina di Mulazzo beschrieben wird.